# Olympische Sommerspiele 1900/Reiten – Springreiten Einzel
Bei den Olympischen Spielen 1900 in Paris fand erstmals ein Wettbewerb im Springreiten statt. Dieser wurde am 29. Mai auf dem Place de Breteuil ausgetragen.

## Wettkampfformat
Das Wettkampfformat war dem heutigen sehr ähnlich. Der Kurs war 850 Meter lang und bestand aus 22 Sprüngen, darunter einen Doppelsprung und ein Dreifachsprung sowie ein 4-Meter-Sprung über einen Wassergraben. Insgesamt waren 45 Athleten gemeldet, wovon nur 37 teilnahmen. Über diese Athleten sind nur 16 namentlich bekannt. Es lässt sich jedoch ableiten, dass unter den verbleibenden Unbekannten, die teilgenommen haben, höchstens 1 Russe, bis zu 3 Italiener, mindestens 3 und bis zu 9 Belgier waren. Des Weiteren haben noch zwischen 8 und 14  weiteren Franzosen teilgenommen.

## Ergebnisse
| Rang | Athlet                                | Pferd         | Zeit       |
| ---- | ------------------------------------- | ------------- | ---------- |
| 1    | Aimé Haegeman (BEL)                   | Benton II     | 2:16,0 min |
| 2    | Georges van der Poele (BEL)           | Winsor Squire | 2:17,6 min |
| 3    | Louis de Champsavin (FRA)             | Terpsichore   | 2:26,0 min |
| 4–37 | Henri Laclerc (FRA)                   | Extra-Dry     | unbekannt  |
| 4–37 | Henri Laclerc (FRA)                   | Gilles        | unbekannt  |
| 4–37 | Charles Count de Béthune-Scully (FRA) | Tip-Top       | unbekannt  |
| 4–37 | Maurice Jéhin (FRA)                   | Bistouri      | unbekannt  |
| 4–37 | Louis Napoléon Murat (FRA)            | Arcadius      | unbekannt  |
| 4–37 | Louis d’Havrincourt (FRA)             | Mavourneen    | unbekannt  |
| 4–37 | Arthur Philippot (FRA)                | Floridor      | unbekannt  |
| 4–37 | Hermann Mandl (AUT)                   | unbekannt     | unbekannt  |
| 4–37 | Vigneulles (FRA)                      | unbekannt     | unbekannt  |
| 4–37 | De Coulombier (FRA)                   | unbekannt     | unbekannt  |
| 4–37 | d’Auzac de la Maratinie (FRA)         | unbekannt     | unbekannt  |
| 4–37 | Paul Haëntjens (FRA)                  | unbekannt     | unbekannt  |
| 4–37 | Dominique Gardères (FRA)              | unbekannt     | unbekannt  |
| 4–37 | Constant van Langhendonck (BEL)       | unbekannt     | unbekannt  |
| 4–37 | Georges Kryn (BEL)                    | unbekannt     | unbekannt  |
| 4–37 | Eugène Poidebard (FRA)                | unbekannt     | unbekannt  |
| 4–37 | Hubert Dutech (FRA)                   | unbekannt     | unbekannt  |
| 4–37 | Charles Van Langhendonck (BEL)        |               | DNF        |
| 4–37 | 16 weitere Athleten                   |               |            |